# الفلك المسلية (كتاب)
الفلك المسلية هو كتاب آخر من سلسلة ياكوف بيرلمان، قدمت في قالب سهل، لتكون في متناول معظم هواة علم الفلك، وهو مقدمة ميسرة ومفيدة لعلم الفلك. من خلال خمسة فصول رئيسية: أرض وقمر وكوكب ونجم وجاذبية، يحلل المؤلف من خلالها أهم جوانب علم الفلك الحديث، محاولا تحرير الموضوع قدر الإمكان من المهنية وأدواتها الفنية، التي غالبا ما تجعل القارئ الغير المختص خجولا من كتب علم الفلك.
النسخة الأصلية لكتاب الفلك المسلية انجز باللغة الروسية، وترجم إلى الإنجليزية ومن تم إلى معظم لغات العالم الحية.

## وصلات خارجية
- Yakov Perelman – Astronomy for Entertainment